# Greta Morssing
Greta Charlotta Morssing, född 15 januari 1890 i Stockholm, död 20 juli 1953, var en svensk lärare och bokkonstnär.
Hon var dotter till handlaren Frans Eugène Morssing och Hildas Charlotta Ljungholm. Morssing studerade konstnärligt bokbinderi för Douglas Bennett Cockerell i England 1904–1905 och för Jakob Baden i Köpenhamn 1919 samt Alberto Sangorski i England 1920. Som svenska statens stipendiat företog hon 1907 en studieresa till England. Samtidigt med Gustaf Hedberg lanserade hon marokängbokbandet i Sverige, en bandform som hon lärde sig under de första Englandsåren. Banden var dekorerade med blomsterornament och arabesker. Hon medverkade med bokband av kalvskinn, marokäng, pergament, marocco och oasis vid ett flertal utställningar i Sverige och utomlands, bland annat i S:t Petersburg, där hon belönades med en silvermedalj, och i Baltiska utställningen 1914. Morssing är representerad på Nationalmuseum i Stockholm.